# Honkbalteam van de Sovjet-Unie

De vlag van de Sovjet-Unie.

Het honkbalteam van de Sovjet-Unie was het nationale honkbalteam van de Sovjet-Unie. Het team vertegenwoordigde de Sovjet-Unie tijdens internationale wedstrijden. Het honkbalteam was tussen 1988 en 1992 aangesloten bij de Europese Honkbalfederatie (CEB), de continentale bond voor Europa van de IBAF.